# Henry Luckow-Nielsen
Henry Luckow-Nielsen (født 13. februar 1902 i Næstved, død 27. august 1992 i København) var en dansk billedhugger og tegnelærer, som er mest kendt for H.C. Andersen-skulpturen fra 1961, der er opstillet ved Københavns Rådhus ud mod H.C. Andersens Boulevard og Kaj Munk-statuen fra 1964 på Torvet i Maribo. Han arbejdede primært naturalistisk i brændt ler, stentøj, granit og bronze, samt tegning og litografi, og underviste på Frederiksberg Tekniske Skole. Han boede i København til sin død i 1992.

## Baggrund og uddannelse
Henry Luckow-Nielsen kom i billedskærerlære hos E.T. Weise & Søn fra 1917-1922, på Teknisk Skole i København og på Det Kgl. Danske Kunstakademi 1923-1930 på billedhuggerskolen hos Einar Utzon-Frank. Fra 1931 var han lærer i tegning og modellering på Frederiksberg Tekniske Skole, og fik som sådan stor betydning for en række yngre kunstnere  ligesom han varetog en række tillidshverv indenfor sit fag. 

## Værk
Henry Luckow-Nielsen debuterede på KE Kunstnernes Efterårsudstilling 1929, Charlottenborgs Forårsudstilling 1930, udstillede på Grønningen 1933-34 og blev tidligt anerkendt for sine kvindefigurer, hvoraf flere er præmierede og er placeret rundt i offentlige parker og anlæg, bl.a. ved Rigshospitalet, på Christianshavn ved Langebrogade, ved Strandvænget og ved Møllehuset Frederikshavn. Han har udført keramiske relieffer og udsmykninger til flere skoler, kirker og plejehjem. 
SMK ejer et livfuldt barneportræt, Jane, i brændt ler og skildringer af høns og dyr, ligesom der på Sønderjyllands Kunstmuseum findes en lystig Malajbjørn i brændt ler fra 1942.
Mest kendt er bronzeskulpturen af H.C. Andersen ved Københavns Rådhus fra 1961, der ivrigt klappes blank og dagligt fotograferes af alverdens turister. Den blev til efter et lille studie af læremesteren Einar Utzon-Frank, som imidlertid døde i 1955 før projektets realisering.
Mindre kopier af skulpturen af H.C. Andersen findes ligeledes i Shanghai i Kina og i Kurashiki i Japan 1997.
Det dansk-skandinaviske samfund Solvang i USA erhvervede en H.C. Andersen-buste, udført efter skulpturen i 1976.
På Torvet ved siden af Maribo Gamle Rådhus står en bronzestatue, et karakterfuldt, helfigurs mindesmærke over bysbarnet, digterpræsten og modstandsmanden Kaj Munk, skænket i 1964 af direktør Henry Petersen, fra virksomheden P. Hatten & Co. Til Mølleparken ved Aarhus Bibliotek skabtes 1956 en bronzebuste af forfatterinden Marie Bregendahl.
Henry Luckow-Nielsen deltog på en lang række af Charlottenborg udstillingerne i perioden fra 1929-1969 og fik mange tillidsposter- og hverv, bl.a. i censurkomiteen ved Charlottenborg i perioden fra 1936-65, som medlem af Akademirådet fra 1940-1959, medlem af altertavleudvalget fra 1947-1958 og 1963-68, medlem af Billedhuggersamfundets bestyrelse fra 1954, samt som medlem af bestyrelsen for Charlottenborgs Efterårsudstillinger 1956-1957, 1959-64. Han virkede desuden som konservator ved Thorvaldsens Museum 1953.
Han medvirkede på gruppe- og separatudstillinger og udstillede bl.a. sine Menneskeopfattelser på Vejle Kunstmuseum 1977 og med De Lyriske i Nikolaj Kbh 1979.
Efterkommere har i 2023 ladet omkring 60 værker udstille hos Københavns Kunsthandel på Vesterbro, der i blandt gipsmodellen til H.C. Andersen statuen, portrætbuster, tegninger, litografier og studier i brændt ler. 

## Legater, stipendier og udmærkelser
Præmieret med Carl Jul. Petersens legat i 1929, C.C. Hall i 1930, Akademiets Mindre Guldmedalje 1930, to gange Hanne Benzons præmie 1935 og 1940 for bedste skulptur på Forårsudstillingen, samt legater fra blandt andre Ole Haslund Kunstnerfond 1947, Bindesbøll 1947, Treschow 1955, Eckersberg Medaillen 1960, Statens Kunstfond 1974, 1976-81.

## Privat
Henry Luckow-Nielsen var søn af skrædder og tilskærer Christian Nielsen og Carla Luckow. Navneændring med bindestreg til Luckow-Nielsen 12. oktober 1931. Gift 20. maj 1931 med Gudrun Hansen (1903-1975).
Han var bosat på Dalgas Boulevard, Frederiksberg.